# Brachymeria albicrus
Brachymeria albicrus är en stekelart som först beskrevs av Johann Christoph Friedrich Klug 1834.  Brachymeria albicrus ingår i släktet Brachymeria och familjen bredlårsteklar. Inga underarter finns listade.